# Glenn Healy
Pour les articles homonymes, voir Healy (homonymie).
Glenn Healy (né le 23 août 1962 à Pickering en Ontario au Canada) est un joueur professionnel de hockey sur glace qui évoluait au poste de gardien de but. Il est actuellement commentateur à la télévision pour TSN.

## Carrière
Il commence sa carrière de joueur dans le championnat universitaire en 1981 avec les Broncos de la Western Michigan University.
En 1985, il signe son premier contrat professionnel avec les Kings de Los Angeles de la Ligue nationale de hockey mais ne jouera qu'un match avec la franchise. Il passe sa saison dans la Ligue américaine de hockey avec les Nighthawks de New Haven. En 1987-1988, il se fait une place dans l'équipe et partage le temps de jeu avec Roland Melanson et l'année suivante, il est le gardien titulaire de l'équipe. À l'issue de la saison, il rejoint les Islanders de New York en tant qu'agent libre. Il joue quatre saisons pour les Islanders mais ne parvient pas à remporter le trophée ultime de la LNH, la Coupe Stanley. Le 16 janvier 1990, il est mis à l'honneur en réussissant 51 arrêts lors d'un blanchissage 3-0 contre les Canucks de Vancouver. Un an plus tard, il est le gardien qui encaisse le 700e but de Wayne Gretzky dans sa carrière.
Choisi par les Mighty Ducks d'Anaheim en 1993 à l'occasion du repêchage d'expansion de la ligue, ses droits sont échangés au Lightning de Tampa Bay puis aux Rangers de New York en tant que remplaçant de Mike Richter. Même s'il n'apparaît pas pour un seul match des séries éliminatoires de 1994, il est sacré champion de la Coupe Stanley.
Il reste avec les Rangers jusqu'à la fin de la saison 1996-1997 puis signe en tant qu'agent libre avec les Maple Leafs de Toronto avec qui il va finir sa carrière en 2001. Il aura joué au total 15 saisons dans la LNH soit 437 matchs de saison régulières(24 256 minutes de jeu) pour 166 victoires, 190 défaites et 47 matchs nuls. Il aura réalisé au total 13 blanchissages dans sa carrière.
Il rejoint la chaîne TSN en 2002 en tant que consultant.
En 1996, il est intronisé au temple de la renommée des sports de l'université de Western Michigan.

## Statistiques
| Saison     | Équipe                      | Ligue      |     | Saison régulière | Saison régulière | Saison régulière | Saison régulière | Saison régulière | Saison régulière | Saison régulière | Saison régulière | Saison régulière | Saison régulière |    | Séries éliminatoires | Séries éliminatoires | Séries éliminatoires | Séries éliminatoires | Séries éliminatoires | Séries éliminatoires | Séries éliminatoires | Séries éliminatoires | Séries éliminatoires |
| Saison     | Équipe                      | Ligue      | PJ  | V                | D                | Pr/N             | Min              | BC               | Moy              | % Arr            | Bl               | Pun              | PJ               | V  | D                    | Min                  | BC                   | Moy                  | % Arr                | Bl                   | Pun                  |                      |                      |
| 1979-1980  | Panthers de Pickering       | MTJHL      | 31  |                  |                  |                  | 1 850            | 123              | 3,99             |                  | 0                | 4                | -                | -  | -                    | -                    | -                    | -                    | -                    | -                    | -                    |                      |                      |
| 1980-1981  | Panthers de Pickering       | MTJHL      | 35  |                  |                  |                  | 2 080            | 120              | 3,46             |                  | 1                | 14               | -                | -  | -                    | -                    | -                    | -                    | -                    | -                    | -                    |                      |                      |
| 1981-1982  | Broncos de Western Michigan | CCHA       | 27  | 7                | 19               | 1                | 1 569            | 116              | 4,44             |                  | 0                | 2                | -                | -  | -                    | -                    | -                    | -                    | -                    | -                    | -                    |                      |                      |
| 1982-1983  | Broncos de Western Michigan | CCHA       | 30  | 8                | 19               | 2                | 1 732            | 116              | 4,01             |                  | 0                | 4                | -                | -  | -                    | -                    | -                    | -                    | -                    | -                    | -                    |                      |                      |
| 1983-1984  | Broncos de Western Michigan | CCHA       | 38  | 19               | 16               | 3                | 2 241            | 146              | 3,9              |                  | 0                | 13               | -                | -  | -                    | -                    | -                    | -                    | -                    | -                    | -                    |                      |                      |
| 1984-1985  | Broncos de Western Michigan | CCHA       | 37  | 21               | 14               | 2                | 2 171            | 118              | 3,26             |                  | 0                | 8                | -                | -  | -                    | -                    | -                    | -                    | -                    | -                    | -                    |                      |                      |
| 1985-1986  | Kings de Los Angeles        | LNH        | 1   | 0                | 0                | 0                | 51               | 6                | 7,06             | 82,9             | 0                |                  | -                | -  | -                    | -                    | -                    | -                    | -                    | -                    | -                    |                      |                      |
| 1985-1986  | Goaldiggers de Toledo       | LIH        | 7   |                  |                  |                  | 402              | 28               | 4,18             |                  | 0                | 0                | -                | -  | -                    | -                    | -                    | -                    | -                    | -                    | -                    |                      |                      |
| 1985-1986  | Nighthawks de New Haven     | LAH        | 43  | 21               | 15               | 4                | 2 410            | 160              | 3,98             |                  | 0                | 18               | 2                | 0  | 2                    | 49                   | 11                   | 5,55                 |                      | 0                    | 2                    |                      |                      |
| 1986-1987  | Nighthawks de New Haven     | LAH        | 47  | 21               | 15               | 0                | 2 828            | 173              | 3,67             |                  | 1                | 24               | 7                | 3  | 4                    | 427                  | 19                   | 2,67                 |                      | 0                    | 0                    |                      |                      |
| 1987-1988  | Kings de Los Angeles        | LNH        | 34  | 12               | 18               | 1                | 1 865            | 135              | 4,34             | 86,5             | 1                | 6                | -                | -  | -                    | -                    | -                    | -                    | -                    | -                    | -                    |                      |                      |
| 1988-1989  | Kings de Los Angeles        | LNH        | 48  | 25               | 19               | 2                | 2 699            | 192              | 4,27             | 87,2             | 0                | 28               | 4                | 1  | 3                    | 238                  | 20                   | 5,04                 | 84,3                 | 0                    | 4                    |                      |                      |
| 1989-1990  | Islanders de New York       | LNH        | 39  | 12               | 19               | 6                | 2 197            | 128              | 3,49             | 89,4             | 2                | 7                | 3                | 0  | 1                    | 97                   | 6                    | 3,72                 | 89,8                 | 0                    | 2                    |                      |                      |
| 1990-1991  | Islanders de New York       | LNH        | 53  | 18               | 24               | 9                | 2 999            | 166              | 3,32             | 89,3             | 0                | 14               | 4                | 1  | 2                    | 166                  | 9                    | 3,25                 | 88,6                 | 0                    | 0                    |                      |                      |
| 1991-1992  | Islanders de New York       | LNH        | 37  | 14               | 16               | 4                | 1 960            | 124              | 3,8              | 88,1             | 1                | 18               | -                | -  | -                    | -                    | -                    | -                    | -                    | -                    | -                    |                      |                      |
| 1992-1993  | Islanders de New York       | LNH        | 47  | 22               | 20               | 2                | 2 655            | 146              | 3,3              | 88,9             | 1                | 2                | 18               | 9  | 8                    | 1 109                | 59                   | 3,19                 | 88,7                 | 0                    | 0                    |                      |                      |
| 1993-1994  | Rangers de New York         | LNH        | 29  | 10               | 12               | 2                | 1 368            | 69               | 3,03             | 87,8             | 2                | 2                | 2                | 0  | 0                    | 68                   | 1                    | 89                   | 94,1                 | 0                    | 0                    |                      |                      |
| 1994-1995  | Rangers de New York         | LNH        | 17  | 8                | 6                | 1                | 888              | 35               | 2,36             | 90,7             | 1                | 2                | 5                | 2  | 1                    | 230                  | 13                   | 3,39                 | 86                   | 0                    | 0                    |                      |                      |
| 1995-1996  | Rangers de New York         | LNH        | 44  | 17               | 14               | 11               | 2 564            | 124              | 2,9              | 90               | 2                | 8                | -                | -  | -                    | -                    | -                    | -                    | -                    | -                    | -                    |                      |                      |
| 1996-1997  | Rangers de New York         | LNH        | 23  | 5                | 12               | 4                | 1 357            | 59               | 2,61             | 90,7             | 1                | 4                | -                | -  | -                    | -                    | -                    | -                    | -                    | -                    | -                    |                      |                      |
| 1997-1998  | Maple Leafs de Toronto      | LNH        | 21  | 4                | 10               | 2                | 1 068            | 53               | 2,98             | 88,3             | 0                | 0                | -                | -  | -                    | -                    | -                    | -                    | -                    | -                    | -                    |                      |                      |
| 1998-1999  | Maple Leafs de Toronto      | LNH        | 9   | 6                | 3                | 0                | 546              | 27               | 2,97             | 89,5             | 0                | 0                | 1                | 0  | 0                    | 20                   | 0                    | 0                    | 100                  | 0                    | 0                    |                      |                      |
| 1998-1999  | Wolves de Chicago           | LIH        | 10  | 6                | 3                | 1                | 597              | 33               | 3,32             | 88,9             | 0                | 2                | -                | -  | -                    | -                    | -                    | -                    | -                    | -                    | -                    |                      |                      |
| 1999-2000  | Maple Leafs de Toronto      | LNH        | 20  | 9                | 10               | 0                | 1 164            | 59               | 3,04             | 88,8             | 2                | 2                | -                | -  | -                    | -                    | -                    | -                    | -                    | -                    | -                    |                      |                      |
| 2000-2001  | Maple Leafs de Toronto      | LNH        | 15  | 4                | 7                | 3                | 871              | 38               | 2,62             | 88,5             | 0                | 0                | -                | -  | -                    | -                    | -                    | -                    | -                    | -                    | -                    |                      |                      |
| Totaux LNH | Totaux LNH                  | Totaux LNH | 437 | 166              | 190              | 47               | 24 254           | 1 361            | 3,37             | 88,7             | 13               | 93               | 37               | 13 | 15                   | 1 928                | 108                  | 3,36                 | 88,1                 | 0                    | 6                    |                      |                      |